# Mogrus bonneti
Mogrus bonneti is een spinnensoort in de taxonomische indeling van de springspinnen (Salticidae).
Het dier behoort tot het geslacht Mogrus. De wetenschappelijke naam van de soort werd voor het eerst geldig gepubliceerd in 1826 door Jean Victor Audouin.